# 沙灘褲

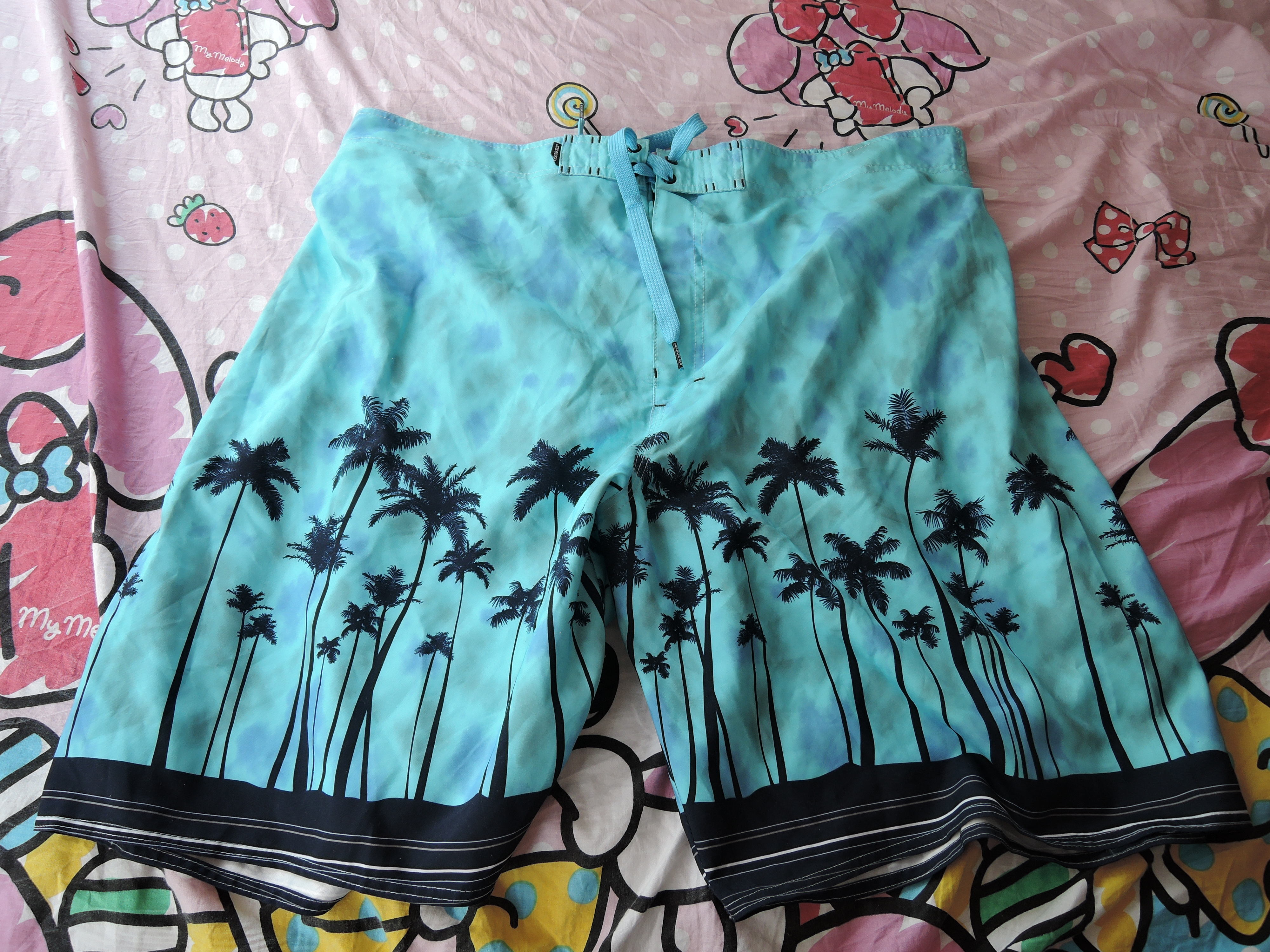
沙灘褲

沙灘褲，一般適合在沙灘或海邊穿著從事活動的游泳褲，這種褲子不同之處是表面會印上各種圖案，圖案的設計和發展空間很廣，和T恤一樣可展現出個性，面料一般較輕、舒適且不易吸水。
沙灘褲也適合在衝浪時穿著。但在營業的一般泳池這麼穿著時，對游泳者而言，沙灘褲容易鬆脫，還會造成活動上的困難；對營業者而言，許多泳客通常直接穿著沙灘褲自泳池外進入泳池而帶來許多細菌，且沙灘褲的材質較尼龍、氨綸等泳裝材質更易脫落纖維，易造成排水口的堵塞，故而並不建議在游泳池穿沙灘褲。